# Maison du Docteur Gauthier
La Maison du Docteur Gauthier est une villa construite en 1962 par Jean Prouvé. Située dans la ville de Saint-Dié-des-Vosges, dans les Vosges en région Lorraine, elle est classée monument historique.

## Histoire
La maison est classée au titre des monuments historiques par arrêté le 29 mars 2005 ; le reste de la propriété a été inscrite par arrêté le 29 mars 2004.
Le monument se trouve sur la Tête-de-Saint-Roch, sur une parcelle achetée en juillet 1961 par le docteur Pierre Gauthier afin d'y bâtir une maison d'habitation dessinée par son beau-père Jean Prouvé. Construite en 1962, elle comporte des panneaux d'aluminium strié, montrant une conception de changement constructif sur l'idée de noyau et de panneaux porteurs.

## Description
La salle d'eau, la salle de bains et la cuisine forment un noyau, élément porteur principal pour les supports de toiture, fers en U couchés sur poteaux. Les façades sont autoportantes, grâce à l'utilisation de panneaux à cadre métallique rigide. Des chambres, bureau et un vaste séjour sont disposés à l'ouest dans une partie fermée. L'intégralité est recouverte de panneaux en aluminium moulé en arêtes présentant un auvent couvrant l'accès à l'avant-corps. La toiture étroite ne permet pas d'avoir de vue sur les arbres en arrière-plan.